# Powozownia zamkowa w Pszczynie
Powozownia zamkowa – jedna z budowli gospodarczych, wchodzących w skład zespołu zamkowego w Pszczynie. Stanowi najlepiej zachowaną część kompleksu, usytuowanego na północny wschód od pałacu, w skład którego wchodzą jeszcze ujeżdżalnia i stajnie zamkowe.
Wzniesiona wraz z przyległymi stajniami w latach 1863–1867 według projektu Oliviera Pavelta. Zbudowana na rzucie prostokąta wydłużonego w osi północ-południe, przylega do wschodniego końca budynku wspomnianych stajni, tworząc z nimi układ litery „L”.
Murowana z cegły, piętrowa. Elewacje wschodnia i zachodnia wieloosiowe, z dwuskrzydłowymi wrotami w kamiennych portalach prowadzącymi do wnętrza na przestrzał. Wewnątrz hala nakryta drewnianym stropem wspartym na żeliwnych kolumnach. Na piętrze stropy wsparte na drewnianych słupach z zastrzałami. W południowo-wschodniej części budynku mieści się piętrowa siodlarnia wyłożona historyczną, drewnianą boazerią, z żelaznymi schodami prowadzącymi na piętro.
W 2003 r. na mocy porozumienia między Marszałkiem Województwa Śląskiego a władzami miasta Pszczyny postanowiono obiekty powozowni i stajni zabezpieczyć i wyremontować z myślą o przekazaniu ich w użytkowanie Muzeum Zamkowemu w Pszczynie, co oficjalnie nastąpiło 12 lipca 2013 r. W obiekcie usytuowano ekspozycje muzealne, m.in. środków transportu od lektyk przez powozy do historycznych automobili i motocykli.